# Mons-en-Laonnois
Mons-en-Laonnois este o comună franceză situată în departamentul Aisne, în regiunea Hauts-de-France.